# David Samuel, 3. Viscount Samuel
David Herbert Samuel, 3. Viscount Samuel OBE (* 22. Juli 1922 in Jerusalem, damals Völkerbundsmandat für Palästina; † 7. Oktober 2014 in Tel Aviv-Jaffa) war ein britisch-israelischer Chemiker, Neurobiologe und Peer.

## Leben
David Herbert Samuel, 3. Viscount Samuel wurde als Sohn von Edwin Herbert Samuel (1898–1978) und dessen Ehefrau Hadassah Goor († 1986) geboren. Er kam im Auguste-Victoria-Hospiz auf der Nordkuppe des Ölbergs, im  sog. British High Commissioner House, in Jerusalem zur Welt. Sein Großvater war Herbert Samuel, 1. Viscount Samuel, der erste Hochkommissar für Palästina. David Herbert Samuel, 3. Viscount Samuel war ein Großcousin der britischen Biochemikerin Rosalind Franklin.
Samuel wuchs an verschiedenen Orten auf, wo sein Vater, ein Angestellter der Britischen Mandatsverwaltung für Palästina, stationiert war, u. a. in Ramallah, Jaffa, Haifa (dort besuchte er die Reali School) und Jerusalem. In Jerusalem ging er auf das Hebrew Gymnasia. Als Junge begegnete er Albert Einstein und Mahatma Gandhi. Als der Zweite Weltkrieg ausbrach, war Samuel auf Urlaub in Großbritannien. Er blieb aufgrund des Kriegsausbruchs in Großbritannien und begann 1940 ein Studium der Chemie am Balliol College der Universität Oxford. 1942 meldete er sich freiwillig zum Kriegsdienst und trat in das Royal Artillery Corps ein. Er war in Indien, Burma und Sumatra stationiert. Er wurde zum Hauptmann (Captain) befördert und wurde für seine Tapferkeit mentioned in Despatches. Nach Kriegsende kehrte er nach Großbritannien zurück und bereitete sich auf sein Abschlussexamen vor. Die Prüfungsvorbereitung absolvierte er gemeinsam mit einer anderen Chemiestudentin, der späteren britischen Premierministerin Margaret Thatcher. An der Universität Oxford schloss er 1948 mit einem Master of Arts (M.A.; Oxford Master of Arts) ab. 1948 kehrte er nach Israel zurück. 1953 erwarb er den Doktor der Philosophie (Doctor of Philosophy; Ph.D.) an der Hebrew University in Jerusalem. 
Es folgte eine wissenschaftliche Karriere als Naturwissenschaftler. Er war Wissenschaftlicher Mitarbeiter (Research Fellow) an der Harvard University (1957–1958) und an der University of California in Berkeley (1965–1966). Seit 1957 unterrichtete er am Weizmann Institute of Science in Rechovot. Er gehörte zu den Gründungsvätern der Chemischen Fakultät des Weizmann Institute of Science. Er war Mitglied des US-Israeli Educational Foundation Board; von 1974 bis 1975 war er dort Vorsitzender. Er war Vorsitzender (Chairman) des Boards für Chemie der Feinberg Graduate School, Mitglied des Boards des Israel Science Teaching Centre und Vorsitzender von Weizmann Science Press. Er war ab 1967 Gastprofessor (Visiting Professor) an der School of Molecular Studies der University of Warwick und seit 1969 Visiting Professor bei der Royal Society. Er war „Sherman Professor of Physical Chemistry“ an der Hebrew University (1968–1987). 1971 war er dort „Sherman Professor“ und Dekan der Chemischen Fakultät (Dean Chemistry Faculty). Nach seiner Emeritierung war er Präsident des Shenkar College of Engineering and Design; dieses Amt hatte er 7 Jahre inne. Er war außerdem Direktor (Director) des Centre for Neurosciences and Behavioural Research (1970–1985).
Im Verlauf seiner akademischen Betätigung wechselte sein wissenschaftlicher Schwerpunkt von der Physikalischen Chemie, insbesondere der Kinetik, zur Neurobiologie. Samuels Publikationsliste umfasst über 300 Veröffentlichungen. Er schrieb außerdem das Buch Memory: How We Use It, Lose It and Can Improve It.
Mit dem Tode seines Vaters erbte er am 14. November 1978 den Titel des Viscount Samuel, Viscount Samuel of Mount Carmel and Toxteth in the City of Liverpool. 1996 wurde er zum Officer des Order of the British Empire ernannt.

## Mitgliedschaft im House of Lords
Mit dem Erbe des Titels des Viscount Samuel wurde Samuel am 14. November 1978 offizielles Mitglied des House of Lords. Seinen offiziellen Eid leistete er am 16. Oktober 1995. Er war von 14. November 1978 bis 11. November 1999 formelles Mitglied des House of Lords. Er war der einzige Israeli, der jemals Mitglied des House of Lords war. Seine Mitgliedschaft im House of Lords endete am 11. November 1999 durch den House of Lords Act 1999.

## Privates und Familie
Samuel war insgesamt fünf Mal verheiratet. Am 5. Mai 1950 heiratete David Herbert Samuel, 3. Viscount Samuel seine erste Ehefrau Esther Berelowitz, die Tochter von Jacob Berelowitz. Die Ehe wurde 1957 geschieden. Aus der ersten Ehe ging seine Tochter Judith (* 1951) hervor. Von 1960 bis 1979 war er in zweiter Ehe mit Rinna Dafni, der Tochter von Meir Grossman, aus Herzliyah verheiratet. Aus dieser Ehe stammt seine zweite Tochter, Naomi Rachel (* 1962). Im Juni 1980 heiratete er Veronika Grimm, die Tochter von Ernest Engelhardt, aus Toronto, Kanada; die Ehe wurde 1993 geschieden. In vierter Ehe heiratete er am 8. Juli 1997 Eve Black, die Tochter von David Black, San Francisco, Kalifornien. Seine fünfte und letzte Ehefrau, Ruti, überlebte ihn. 
Er lebte lange Jahre im Karmel-Gebirge (Mount Carmel). 2003 lebte er in der Pinhas Rosen Street in Herzlia, Israel.
Samuel starb im Oktober 2014 im Alter von 92 Jahren in Tel-Aviv-Jaffa. Er wurde auf dem Rehovot Cemetery beigesetzt. Titelerbe war sein jüngerer Bruder Dan Judah Samuel (1925–2014). Dieser starb jedoch bereits im November 2014 und war so nur für einen Monat Träger des Titels „Viscount Samuel“. Ihm folgte sein Sohn Jonathan Herbert Samuel (* 1965) als 5. Viscount Samuel.